# Comté de Chatham (Caroline du Nord)
Pour les articles homonymes, voir Comté de Chatham.
Le comté de Chatham est un comté situé dans l'État de Caroline du Nord aux États-Unis.

## Histoire
Certains des premiers colons de ce qui allait devenir le comté étaient des quakers anglais, qui se sont installés le long des rivières Haw et Eno (en). 
Le comté a été formé en 1771 à partir du comté d'Orange. Il a été nommé en 1758 pour William Pitt, 1er comte de Chatham, Premier ministre du Royaume-Uni de 1766 à 1768 qui s'est opposé à des politiques coloniales sévères. En 1907, des parties du comté de Chatham et du comté de Moore ont été combinées pour former le comté de Lee.
George Moses Horton, (1798 -1884) a vécu la plus grande partie de sa vie dans le comté de Chatham, il fait partie des quelques esclaves qui ont publié des écrits malgré sa condition d'esclave.
Moncure était autrefois le port intérieur le plus à l'ouest de l'état, car les navires à vapeur pouvaient voyager jusqu'au littoral.
Le 25 mars 2010, le palais de justice du comté de Chatham, construit en 1881, a pris feu lors de travaux de rénovation. Il a été reconstruit depuis.

## Démographie
| 1790  | 1800   | 1810   | 1820   | 1830   | 1840   |
| ----- | ------ | ------ | ------ | ------ | ------ |
| 9 161 | 11 861 | 12 977 | 12 661 | 15 405 | 16 242 |

| 1850   | 1860   | 1870   | 1880   | 1890   | 1900   |
| ------ | ------ | ------ | ------ | ------ | ------ |
| 18 449 | 19 101 | 19 723 | 23 453 | 25 413 | 23 912 |

| 1910   | 1920   | 1930   | 1940   | 1950   | 1960   |
| ------ | ------ | ------ | ------ | ------ | ------ |
| 22 635 | 23 814 | 24 177 | 24 726 | 25 392 | 26 785 |

| 1970   | 1980   | 1990   | 2000   | 2010   | - |
| ------ | ------ | ------ | ------ | ------ | - |
| 29 554 | 33 415 | 38 759 | 49 329 | 63 505 | - |

## Communautés
- Délimitation du comté
- Pittsboro (siège)
- Villes
- Census-designated Places

### Towns
- Cary, (surtout dans le comté de Wake).
- Goldston
- Pittsboro
- Siler City

### Census-designated places
- Bennett
- Fearrington Village
- Gulf
- Moncure